# 936 Kunigunde
936 Kunigunde è un asteroide della fascia principale del diametro medio di circa 39,56 km. Scoperto nel 1920, presenta un'orbita caratterizzata da un semiasse maggiore pari a 3,1279489 UA e da un'eccentricità di 0,1791770, inclinata di 2,37131° rispetto all'eclittica.
Il nome per questo asteroide è stato scelto a caso dal popolare calendario Lahrer Hinkender Bote, pubblicato nella città di Lahr/Schwarzwald, in Germania.